# Rheden
Rheden és un municipi de la província de Gelderland, al centre-est dels Països Baixos. L'1 de gener del 2009 tenia 43.561 habitants repartits sobre una superfície de 84,39 km² (dels quals 2,66 km² corresponen a aigua). Limita al nord amb Rozendaal i Brummen, a l'oest amb Arnhem, a l'est amb Bronckhorst i Doesburg i al sud amb Westervoort i Zevenaar.

## Centres de població
| Nucli       | Població      |
| ----------- | ------------- |
| Velp        | 17.669 (2005) |
| Dieren      | 14.842 (2008) |
| Rheden      | 7.450 (2008)  |
| De Steeg    | 1.280 (2003)  |
| Ellecom     | 1.105 (2003)  |
| Spankeren   | 1.058 (2003)  |
| Laag-Soeren | 852 (2003)    |

## Administració
El consistori consta de 27 membres, compost per:
- Partit del Treball, (PvdA) 7 regidors
- Gemeentenbelangen, 6 regidors
- Crida Demòcrata Cristiana, (CDA) 4 regidors
- Partit Popular per la Llibertat i la Democràcia, (VVD) 4 regidors
- Partit Socialista, (SP) 3 regidors
- GroenLinks, 2 regidors
- ChristenUnie, 1 regidor

## Personatges il·lustres
- Erik Breukink, ciclista
- Hans van den Broek, polític, fou membre del seu consell municipal de 1970 a 1974.